# فرناندو سانشيز
فرناندو سانشيز (بالإسبانية: Fernando Sánchez Cipitria) (12 سبتمبر 1971 مدريد إسبانيا - ) هو لاعب كرة قدم إسباني يلعب كلاعب وسط.

## روابط خارجية
- فرناندو سانشيز على موقع قاعدة بيانات كرة القدم.إي يو (الإنجليزية)
- فرناندو سانشيز على موقع بيانات كرة القدم. دي إي (الألمانية)
- فرناندو سانشيز على موقع ناشيونال فوتبول تيمز (الإنجليزية)
- فرناندو سانشيز على موقع عالم كرة القدم.نت (الإنجليزية)